# Muriel Barbery
Muriel Barbery (født 28. maj 1969 i Casablanca, Marokko) er en fransk forfatter.
Hun har tidligere været filosofilærer i Caen.

## Værker

### På dansk
- 2017 : Maria og Clara
- 2011 : En delikatesse
- 2010 : Pindsvinets elegance